# Рочдейл (футбольний клуб)
«Рочдейл» (англ. «Rochdale Association Football Club») — англійський футбольний клуб з однойменного міста. Заснований 1907 року.
В сезоні 2013-14 років клуб зайняв 3-є місце в Другій Лізі й здобув право з наступного сезону виступати в Першій Лізі.

## Досягнення
- Фіналіст Кубка ліги: 1961-62